# ISO 3166-2:SN

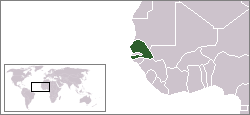
موقعیت جغرافیایی سنگال در منطقه غرب آفریقا

کد ISO 3166-2:SN بخشی از استاندارد ایزو ۳۱۶۶ برای کشور سنگال است که توسط سازمان بین‌المللی استانداردسازی ISO تنظیم شده‌است این سازمان، کدهای استاندارد را برای تقسیمات کشوری (ایالت‌ها یا استان‌های) کشورهای فهرست شده در استاندارد ایزو ۳۱۶۶-۱ تعریف می‌کند.
هر کد شامل دو بخش می‌گردد که توسط علامت - جدا می‌گردند.
- بخش نخست SN که در ایزو ۳۱۶۶-۱ آلفا-۲ کد کشور سنگال است.
- بخش دوم شامل یک یا دو یا سه حرف است که بیان کننده استان یا ایالت کشور سنگال می‌باشد.

## کدها
| کدها  | استان              |
| ----- | ------------------ |
| SN-DK | Dakar Region       |
| SN-DB | Diourbel Region    |
| SN-FK | Fatick Region      |
| SN-KA | Kaffrine Region    |
| SN-KL | Kaolack Region     |
| SN-KE | Kédougou Region    |
| SN-KD | Kolda Region       |
| SN-LG | Louga Region       |
| SN-MT | Matam Region       |
| SN-SL | Saint-Louis Region |
| SN-SE | Sédhiou Region     |
| SN-TC | Tambacounda Region |
| SN-TH | Thiès Region       |
| SN-ZG | Ziguinchor Region  |